# Mérens-les-Vals
Mérens-les-Vals ist ein Ort und eine kleine Gemeinde mit 168 Einwohnern (Stand 1. Januar 2022) im Département Ariège in der südfranzösischen Region Okzitanien.

## Lage
Mérens-les-Vals liegt in den Pyrenäen auf einer Höhe von über 1000 Metern, am Schnittpunkt dreier Flusstäler (Ariège, Nabre und Morgoulliou), etwa neun Kilometer in südlicher Richtung von Ax-les-Thermes. Bis nach Andorra la Vella sind es etwa 49 Kilometer in südwestlicher Richtung.
Der Ort hat auch einen Bahnhof.

## Bevölkerungsentwicklung
| Jahr      | 1968 | 1975 | 1982 | 1990 | 1999 | 2006 | 2012 | 2019 |
| Einwohner | 195  | 157  | 143  | 149  | 180  | 188  | 178  | 168  |

Im Jahre 1390 wurden 64 Feuerstellen gezählt, was auf eine Einwohnerzahl von etwa 400 bis 500 Personen schließen lässt. In der Mitte des 19. Jahrhunderts hatte der Ort noch um die 800 Einwohner.

## Wirtschaft
Mérens-les-Vals lebt hauptsächlich von der Landwirtschaft (Milch- und Käseproduktion). Aber auch die Vermietung von Ferienhäusern (gîtes) spielt eine wichtige Rolle im Wirtschaftsleben der kleinen Gemeinde.

## Geschichte
Spuren früher menschlicher Besiedlung wurden in Merens bislang nicht gefunden. Man geht daher davon aus, dass der Platz in gallorömischer Zeit zunächst nur als Sommerweide für das Vieh genutzt wurde und sich erst ganz allmählich zu einer dauerhaften Siedlung fortentwickelt hat.
Im 10. Jahrhundert wird der Ort erstmals erwähnt; zu dieser Zeit war er wohl der Abtei Sainte-Marie de Lagrasse unterstellt. Später gehörte er zur Grafschaft Cerdanya, im 12. und 13. Jahrhundert zur Grafschaft Foix.

## Sehenswürdigkeiten

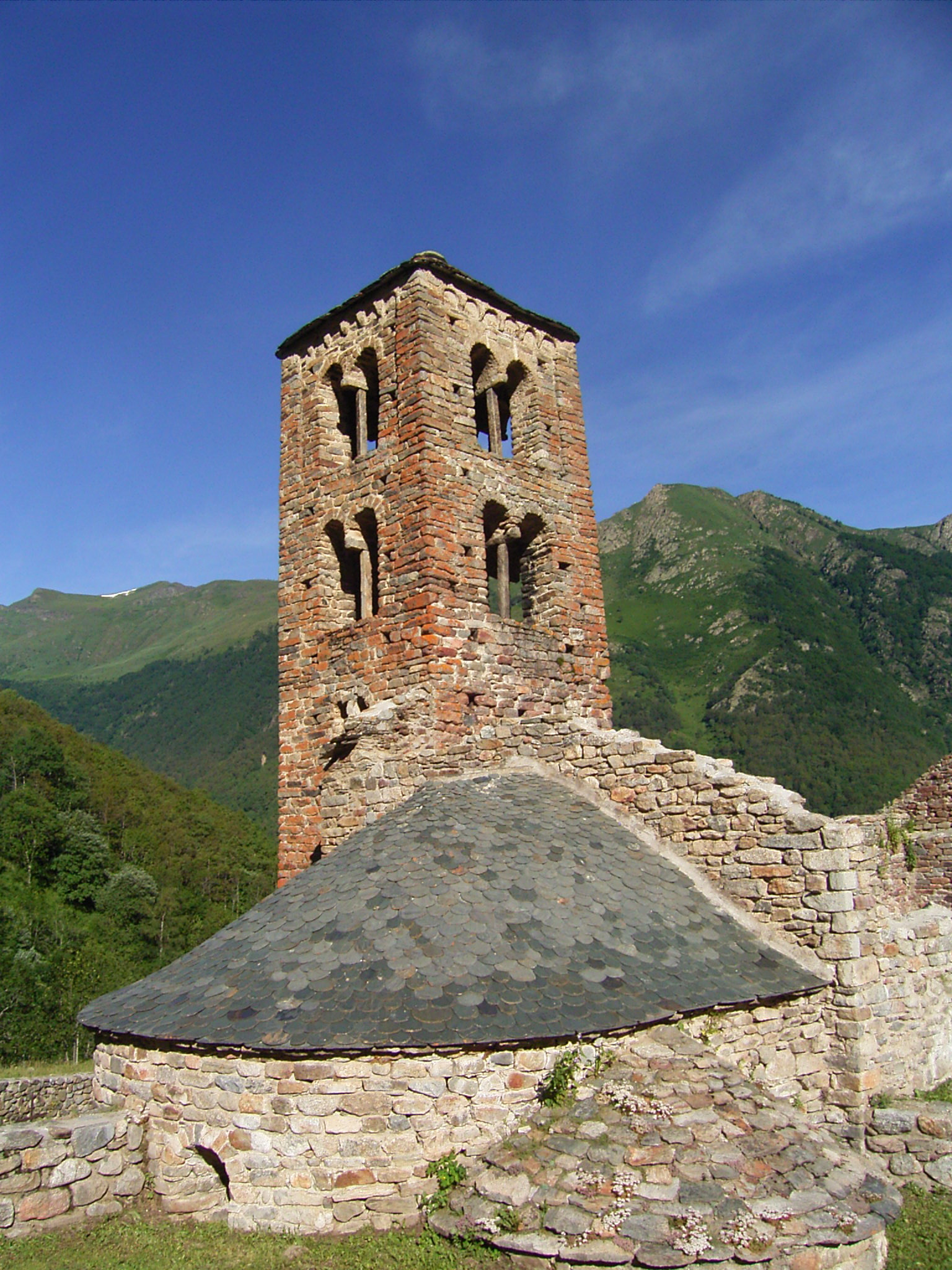
Mérens-les-Vals – Ruine der Kirche Saint-Pierre

- Die Kirche Saint-Pierre war vor ihrer Zerstörung durch spanische Partisanengruppen (miquelets) während der napoleonischen Kriege eine der ganz wenigen typischen Pyrenäenkirchen auf französischer Seite. In Andorra (Pal, Canillo) und vor allem im zu Katalonien gehörenden Vall de Boí (Sant Climent de Taüll und Santa Maria de Taüll) finden sich die vielleicht schönsten erhaltenen Beispiele dieses Bautypus. Charakteristisches Merkmal dieser Kirchen ist ein drei- oder viergeschossiger Flankenturm, dessen Fenster- bzw. Schallöffnungen nach oben immer größer werden, was zum einen zur Materialersparnis beiträgt, zum anderen dem Bauwerk eine gewisse optische Leichtigkeit verleiht. Man bezeichnet diese Turmform manchmal auch als 'lombardisch', da es in Oberitalien ähnliche Beispiele gibt (Pomposa u. a.). Anders als die genannten katalanischen Beispiele war die Kirche von Mérens-les-Vals nur einschiffig; ihre Apsis war teilweise in den Berg hineingebaut. Die Kirche dürfte um das Jahr 1100 oder kurz danach zu datieren sein; die Steine sind vergleichsweise exakt behauen und im Mauerwerksverband in gleichmäßigen Schichten übereinander angeordnet. Die oberen Zwillingsfenster des Turms sind durch eine nahezu quadratische Einrahmung leicht vertieft, was auf Kenntnisse der maurischen Architektur (alfiz) hindeuten könnte. Der Turm schließt ab mit einem umlaufenden Rundbogenfries.
- Im Ort selbst steht noch eine einbogige spätmittelalterliche Steinbrücke über die Ariège.